# Eric Ericson (skuespiller)
Eric Gunnar Danger Ericson (født 21. november 1974 i Sollentuna) er en svensk skuespiller. Han studerede på Högskolan för scen och musik vid Göteborgs universitet fra 1995 til 1998.
Ericson har for eksempel medvirket i film som Original (2009), Pax (2011), Känn ingen sorg (2013), Kvinden i buret (2013) og Unge Astrid (2018). Han har også optrådt i tv-serier som Storstad, Kommissæren og havet, Hidden - Den Førstefødte og Familien Löwander.

## Udvalgt filmografi
- Storstad (tv-serie, 1990-1991)
- At være John-John (1996)
- Sjätte dagen (tv-serie, 1999-2001)
- Tsatsiki - Venner for altid (2001)
- Suxxess (2002)
- Truslen (2004)
- Storm (2005)
- Kommissæren og havet (tv-serie, 2007)
- Gynekologen i Askim (tv-serie, 2007-2011)
- Irene Huss (tv-serie, 2007-2011)
- Original (2009)
- Fire år til (2010)
- Pax (2011)
- Johan Falk: De 107 patrioter (2012)
- Molanders (tv-serie, 2013)
- Känn ingen sorg (2013)
- Kvinden i buret (2013)
- Således også på jorden (2015)
- Op i det blå (2016)
- Flugten til fremtiden (2016)
- Alex (tv-serie, 2017)
- Jordskott (tv-serie, 2017)
- Monky - en lille abe med en stor hemmelighed (2017)
- Unge Astrid (2018)
- Beck (tv-serie, 2018)
- Hidden - Den Førstefødte (tv-serie, 2019)
- Familien Löwander (tv-serie, 2019)
- En del af mit hjerte (2019)
- Harmonica (tv-serie, 2022)
- Forsvundne mennesker (tv-serie, 2023)